# Liste von Wanderwegen in Deutschland

Sinnbild von Wanderern gemäß deutscher Straßenverkehrsordnung

Die Liste der Wanderwege in Deutschland enthält eine Auswahl von Fußwanderwegen in Deutschland. Manche werden von verschiedenen Wandervereinen betreut. Es kann sein, dass sie grenzüberschreitend in grenznahe Gebiete von Nachbarstaaten führen.
Insgesamt gibt es in Deutschland ein Wanderwegnetz von etwa 300.000 km (Stand 2019).

## Wanderwege im Überblick
Abkürzungen in der Tabelle:
- Fw = Fernwanderweg (Weg mit mehr als einer Etappe und unterschiedlichen Start- und Zielpunkten)
- Rw = Rundwanderweg (Start- und Zielpunkt sind identisch)
- Tw = Tageswanderweg (Strecke kann komplett an einem Tag gewandert werden)

| Name                                                  | Art     | Weg- zeichen                                                                                   | Länge (km)                | Verlauf | Verein, Verband, Träger                                                                      | Region | Anmerkungen | Schwierig- keitsgrad                           |
| ----------------------------------------------------- | ------- | ---------------------------------------------------------------------------------------------- | ------------------------- | --- | -------------------------------------------------------------------------------------------- | --- | --- | ---------------------------------------------- |
| 66-Seen-Wanderweg                                     | Fw      |                                                                                                | 416,0                     | rund um Berlin |                                                                                              | Brandenburg | 17 Tagesetappen | leicht                                         |
| Ahrsteig                                              | Fw      | AS (rot/blau)                                                                                  | 108,0                     | gesamtes Ahrtal |                                                                                              | Eifel, Mittelrhein | 7 Etappen; EU-gefördert als Qualitätsweg Wanderbares Deutschland zertifiziert; | mittel, zum Teil starke Steigungen             |
| Albtraufgänger                                        | Fw      | Geschwungenes T auf gelbem Grund                                                               | 113,0                     | E1: Wiesensteig – Landgasthof Deutsches Haus E2: Deutsches Haus – Wasserberghaus E3: Wasserberghaus – Gingen/Fils E4: Gingen/Fils – Geislingen/Steige E5: Geislingen/Steige – Bad Ditzenbach E6: Bad Ditzenbach – Wiesensteig                                              | Erlebnisregion Schwäbischer Albtrauf e. V.                                                   | Landkreis Göppingen | als Leading Quality Trail und Qualitätswanderweg Wanderbares Deutschland zertifiziert | mittel                                         |
| Alemannenweg                                          | Fw      | A S (alt)                                                                                      | 144,0                     | Erbach, Reichelsheim, Lautertal, Bensheim, Mühltal, Fischbachtal, Otzberg, Michelstadt | Odenwaldklub                                                                                 | Odenwald, Bergstraße | als Qualitätsweg Wanderbares Deutschland zertifiziert; | leicht                                         |
| Alsterwanderweg                                       | Fw      | K, P, O                                                                                        | 37,0                      | entlang der Alster (Quelle–Mündung) |                                                                                              | | | leicht                                         |
| Altmühltal-Panoramaweg                                | Fw      | Wanderweglogo                                                                                  | 200,0                     | Gunzenhausen, Kelheim |                                                                                              | Altmühltal | als Qualitätsweg Wanderbares Deutschland zertifiziert; zusätzlich Schlaufenwege | leicht                                         |
| Ausoniusstraße                                        | Fw      | AU                                                                                             | 200,0                     | Trier, Kirchberg, Bingen am Rhein | Hunsrückverein                                                                               | Hunsrück | alte Römerstraße | leicht                                         |
| Arminiusweg                                           | Fw      | Wanderweglogo                                                                                  | 100,0                     | Porta Westfalica, Bramsche-Kalkriese | Wiehengebirgsverband Weser-Ems                                                               | Wiehengebirge | | leicht                                         |
| Barbarossaweg                                         | Fw      | X8                                                                                             | 332,0                     | Korbach, Kyffhäuserdenkmal | Hessisch-Waldeckischer Gebirgs- und Heimatverein                                             | Nordhessen | | leicht                                         |
| Baunapfad                                             | Tw      | B                                                                                              | 18,0                      | entlang der Bauna (Quelle–Mündung) |                                                                                              | | | leicht                                         |
| Bergischer Weg                                        | Fw      |                                                                                                | 262                       | Essen, Velbert, Wülfrath, Solingen, Odenthal, Bergisch Gladbach, Rösrath, Overath, Much, Neunkirchen-Seelscheid, Hennef, Königswinter, Bad Honnef | Naturarena Bergisches Land und Sauerländischer Gebirgsverein                                 | Bergisches Land | 14 Etappen, Etappenlängen zwischen 11,6 km und 28,7 km; als Qualitätsweg Wanderbares Deutschland zertifiziert | leicht bis mittel                              |
| Bettlerpfad                                           | Tw      |                                                                                                | 27,0                      | Merzhausen, Badenweiler | Schwarzwaldverein                                                                            | Landkreis Breisgau-Hochschwarzwald                                                                                             | | leicht                                         |
| Birkenhainer Landstraße                               | Fw      | B                                                                                              | 71,0                      | Hanau, Gemünden am Main | Spessartbund e. V., Aschaffenburg                                                            | Spessart | auf der Route eines alten Handels- und Transportwegs |                                                |
| Blasiussteig                                          | Tw      | B                                                                                              | 20,0                      | rund um die Blasiuskapelle und die Dornburg | Verkehrs- und Verschönerungsvereine Frickhofen, Dorndorf, Thalheim                           | Westerwald | | leicht                                         |
| Bodensee-Rundweg                                      | Fw      |                                                                                                | 256,0                     | rund um den Bodensee | u. a. Schwäbischer Albverein                                                                 | Bodensee | |                                                |
| Bonifatius-Route                                      | Fw      | Wegzeichen                                                                                     | 172,0                     | Mainz, Vogelsberg, Fulda |                                                                                              | Südhessen, Nordhessen | alter Pilgerweg, in Richtung Mainz auch Teil eines Jakobswegs | leicht                                         |
| Bonifatiuspfad (Diemelstadt – Burg Herzberg)          | Fw      | X12                                                                                            |                           | Diemelstadt, Bad Arolsen, Borken, Burg Herzberg | Hessisch-Waldeckischer Gebirgs- und Heimatverein                                             | Nordhessen | | leicht                                         |
| Bonifatiusweg (Hochheim–Fulda)                        | Fw      |                                                                                                |                           | Hochheim am Main, Vogelsberg, Fulda |                                                                                              | Südhessen, Nordhessen | | leicht                                         |
| Böhmweg                                               | Fw      |                                                                                                | 55                        | Deggendorf nach Bayerisch Eisenstein |                                                                                              | NiederbayernBayerischer Wald                                                                                                   | Alter Handelsweg | erste Tagesetappe mittel (Anstieg) Rest leicht |
| Breisgauer Weinweg                                    | Fw      | Grüne Weintraube in roter Raute auf weißem Grund                                               | 98,0                      | Diersburg, Lahr, Ettenheim, Emmendingen, Freiburg | Schwarzwaldverein                                                                            | Ortenau, Breisgau | | leicht                                         |
| Bückeberge-Weg                                        | Fw      | X X11                                                                                          | 51,0                      | Porta Westfalica, Bad Nenndorf |                                                                                              | Weserbergland, Bückeberge | | leicht                                         |
| Burgensteig                                           | Fw      | X X2                                                                                           | 115,0                     | Porta Westfalica, Höxter | Teutoburger-Wald-Verein                                                                      | Weserbergland, Lipper Bergland                                                                                                 | | leicht                                         |
| Butjadinger Weg                                       | Fw      | B                                                                                              | 58,0                      | Dangaster Siel, Nordenham-Blexen | Wiehengebirgsverband Weser-Ems                                                               | Butjadingen | Teil des E9 | leicht                                         |
| Calenberger Weg                                       | Fw      | ⊥                                                                                              | 45,0                      | Bad Nenndorf – Nordstemmen | Hannoverscher Wander- und Gebirgsverein                                                      | Niedersachsen | |                                                |
| Camino Incluso                                        | Fw      | Gelber Pilgerbeutel                                                                            | 84,0                      | Bensheim-Auerbach, Staatspark Fürstenlager, Beedenkirchen, Neunkirchen, Neunkircher Höhe, Winterkasten, Lindenfels, Fürth im Odenwald, Hammelbach, Tromm, Siedelsbrunn, Unter-Abtsteinach, Wilhelmsfeld, Heiligenberg, Heidelberg                                          |                                                                                              | Odenwald, Bergstraße | Pilgerweg mit 6 Etappen zu je 11 – 15 km; offiziell eingeweiht im Oktober 2021 | mittel                                         |
| Cheruskerweg                                          | Fw      | X / X3                                                                                         | 70                        | Schlangen (Gemeinde), Detmold, Lemgo, Talle, Vlotho, Porta Westfalica (Stadt) | Teutoburger-Wald-Verein                                                                      | Teutoburger Wald, Lipper Bergland, Weserbergland                                                                               | |                                                |
| Christine-Koch-Weg                                    | Fw      | X18                                                                                            | 123,0                     | Menden, Balve, Bad Laasphe | Sauerländischer Gebirgsverein                                                                | Sauerland | | leicht                                         |
| Crescentia-Pilgerweg                                  | Rw      | Crescentia                                                                                     | 88,0                      | Kaufbeuren, Mindelheim, Ottobeuren, Kaufbeuren |                                                                                              | Allgäu | | leicht                                         |
| Deister-Süntel-Weg                                    | Tw      | ▲                                                                                              | 30,0                      | Barsinghausen – Hessisch Oldendorf | Hannoverscher Wander- und Gebirgsverein                                                      | Niedersachsen | Weiter als Pyrmonter Weg bis Bad Pyrmont (Länge: 38 km) |                                                |
| Dichter-Musiker-Maler-Weg                             | Fw      |                                                                                                | 91,0                      | Dresden-Loschwitz, Pillnitz, Graupa, Lohmen, Bastei, Hohnstein, Kirnitzschtal, Großer Winterberg, Schmilka, Prebischtor, Schmilka | Dichter-Musiker-Maler-Weg e. V. Dresden                                                      | Dresden, Sächsische Schweiz | | leicht                                         |
| Diemelsteig                                           | Rw      | 𝔇                                                                                              | 63,0                      | Heringhausen (Diemelsee), Rhenegge, Adorf (Diemelsee), Wirmighausen, Flechtdorf, Schweinsbühl, Deisfeld, Ottlar, Stormbruch, Kotthausen (Diemelsee), Diemelsee Staumauer, Heringhausen                                                                                     |                                                                                              | Naturpark Diemelsee, Ostsauerländer Gebirgsrand                                                                                | als Qualitätsweg Wanderbares Deutschland zertifiziert Teilstrecke von: - E1 - Hessenweg 1 - Sauerland-Waldroute | mittel bis schwer Aufstiege: 317 Höhenmeter    |
| Dingelstedtpfad                                       | Fw      | X X5                                                                                           | 114,0                     | Bad Oeynhausen (NW), Polle (NS) | Teutoburger-Wald-Verein                                                                      | Ravensberger Hügelland, Lipper Bergland, Weserbergland                                                                         | | mittel, ±2.400 Höhenmeter                      |
| Donauberglandweg                                      | Fw      |                                                                                                | 57,0                      | Lemberg, Dreifaltigkeitsberg, Mühlheim, Fridingen, Kloster Beuron | Schwäbischer Albverein                                                                       | Schwäbische Alb, Oberes Donautal                                                                                               | als Qualitätsweg Wanderbares Deutschland zertifiziert | leicht bis mittel                              |
| Druidensteig                                          | Fw      |                                                                                                | 75,0                      | Freusburg, Herdorf, Friedewald, Alsdorf, Abtei Marienstatt | Westerwald-Verein                                                                            | Siegerland, Westerwald | als Qualitätsweg Wanderbares Deutschland zertifiziert | leicht                                         |
| Ederseeweg                                            |         |                                                                                                | 49,0                      | Kassel, Habichtswälder Bergland, Waldecker Wald, Edersee |                                                                                              | Nordhessen | | leicht                                         |
| Eggeweg                                               | Fw      | X E1                                                                                           | 70,0                      | Eggegebirge (Externsteine, Marsberg) | Eggegebirgsverein                                                                            | | als Qualitätsweg Wanderbares Deutschland zertifiziert; Teil des E1 |                                                |
| Eifelleiter                                           | Fw      |                                                                                                | 52,8                      | Brohltal, Vulkaneifel, Östliche Hocheifel | Verbandsgemeinde Brohltal Tourist-Information                                                | | 3 Etappen, Premiumwanderweg, 2015 eröffnet | leicht                                         |
| Eifelsteig                                            | Fw      |                                                                                                | 313,0                     | Aachen, Monschau, Gerolstein, Daun, Manderscheid, Trier | Eifelverein                                                                                  | Hohes Venn, Vulkaneifel | | leicht                                         |
| Elsterperlenweg                                       | Rw      |                                                                                                | 72,0                      | Greiz, Berga/Elster, Wünschendorf, Neumühle/Elster-Greiz | Tourismusverband Vogtland e. V.                                                              | Thüringer-Vogtland | als Qualitätsweg Wanderbares Deutschland zertifiziert | leicht                                         |
| Emmerweg                                              | Fw      | X8                                                                                             | 72,0                      | entlang der Emmer (Quelle–Mündung) | Eggegebirgsverein                                                                            | | |                                                |
| Ems-Hase-Hunte-Else-Weg                               | Fw      |                                                                                                | 170,0                     | Lingen, Bad Rothenfelde | Wiehengebirgsverband Weser-Ems                                                               | Emsland, Teutoburger Wald | |                                                |
| Ems-Hunte-Weg                                         | Fw      | Markierung Ems-Hunte-Weg                                                                       | 87,0                      | Leer, Oldenburg | Wiehengebirgsverband Weser-Ems                                                               | Ostfriesland, Oldenburger Land                                                                                                 | |                                                |
| Ems-Jade-Weg                                          | Fw      |                                                                                                | 75,0                      | Emden, Aurich, Wilhelmshaven | Wiehengebirgsverband Weser-Ems                                                               | Ostfriesland, Friesland | |                                                |
| Emsweg                                                | Fw      | E                                                                                              | 162,0                     | Rheine, Papenburg | Wiehengebirgsverband Weser-Ems                                                               | Emsland | von Weener bis Leer Teil des E9 |                                                |
| Erzweg                                                | Fw      | Rotkreuz                                                                                       | 383,2                     | Pegnitz, Auerbach i.d.OPf., Neuhaus a. d. Pegnitz, Etzelwang, Lichtenegg, Sulzbach-Rosenberg, Amberg, Paulsdorf, Theuern, Heimhof, Kastl | Fränkischer Albverein Fränkische-Schweiz-Verein Bayerischer Wald-Verein Plecher Heimatverein | Erzregion | 9 Schlaufenwege, als Qualitätsweg Wanderbares Deutschland zertifiziert |                                                |
| Eselsweg                                              | Fw      | E                                                                                              | 111,0                     | Schlüchtern, Mernes, Flörsbach, Heigenbrücken, Weibersbrunn, Wildensee, Großheubach | Spessartbund e. V., Aschaffenburg                                                            | Spessart | auf der Route eines alten Handels- und Transportwegs (von den Salinen im Kinzigtal zum Main) |                                                |
| Europäische Wasserscheide                             | Fw      | Markierung Wasserscheiden-Weg in Franken                                                       | 97,0                      | Ansbach, Colmberg, Burgbernheim, Neusitz, Schillingsfürst, Schnelldorf | Tourismusverband Romantisches Franken                                                        | Frankenhöhe | als Qualitätsweg Wanderbares Deutschland zertifiziert; | leicht bis mittel                              |
| Feengrotten-Kyffhäuser-Weg                            | Fw      | blauer Balken auf weißem Feld                                                                  | 230,0                     | Saalfeld, Jena, Freyburg, Bad Frankenhausen, Kyffhäuserdenkmal |                                                                                              | | | leicht bis mittel                              |
| Feldberg-Steig                                        | Rw      | Zeichen mit Schriftzug                                                                         | 12,0                      | um Gipfel und Feldsee | Schwarzwaldverein                                                                            | Hochschwarzwald | Premiumwanderweg | schwer                                         |
| Felsentour Herbstein                                  | Rw      | Grün-rotes Vulkan-Zeichen                                                                      | 19,0                      | Rund um Herbstein |                                                                                              | Vogelsberg | als Qualitätsweg Wanderbares Deutschland zertifiziert |                                                |
| Frankenalb-Panoramaweg                                | Fw      |                                                                                                | 51,0                      | Rundweg, Burgruine Lichtenegg | Fränkischer Albverein                                                                        | Hersbrucker Alb | |                                                |
| FrankenwaldSteig (Bayern)                             | Rw      | Markierung FrankenwaldSteig                                                                    | 242,0                     | Bad Steben, Ludwigsstadt, Kronach, Kulmbach, Wirsberg, Naila, Bad Steben | Frankenwaldverein                                                                            | Frankenwald | |                                                |
| Frankenweg (Bayern)                                   | Fw      | Wanderweglogo                                                                                  | 520,0                     | Frankenwald, Fränkische Schweiz, Frankenalb, Hahnenkamm, Nördlinger Ries | Frankenwaldverein Fränkische-Schweiz-Verein Fränkischer Albverein                            | | als Qualitätsweg Wanderbares Deutschland zertifiziert am 31. Dezember 2010 |                                                |
| Frankenweg (Baden-Württemberg, Bayern)                | Fw      |                                                                                                | 220,0                     | Pforzheim, Maulbronn, Heilbronn, Neuenstein, Künzelsau, Rothenburg ob der Tauber | Schwäbischer Albverein                                                                       | Kraichgau, Schwäbischer Wald, Hohenloher Ebene                                                                                 | Hauptwanderweg 8 des Schwäbischen Albvereins |                                                |
| Fränkischer Dünenweg                                  | Rw      | Wanderweglogo                                                                                  | 85,0                      | Rund um Altdorf im Landkreis Nürnberger Land | Fränkischer Albverein                                                                        | Frankenalb | als Qualitätsweg Wanderbares Deutschland zertifiziert im Januar 2013 |                                                |
| Fränkischer Gebirgsweg                                | Fw      |                                                                                                | 425,0                     | Blankenstein, Frankenwald, Fichtelgebirge, Steinwald, Fränkische Schweiz, Hersbrucker Schweiz, Hersbruck | Frankenwaldverein, Fichtelgebirgsverein, Fränkische-Schweiz-Verein, Fränkische Albverein     | Franken | als Qualitätsweg Wanderbares Deutschland zertifiziert am 31. Dezember 2016 |                                                |
| Fränkischer Marienweg (Bamberg)                       | Rw      | Wanderweglogo                                                                                  | 1059,0                    | zwei Rundwanderwege mit Ausgangspunkt Bamberg – Ave-Maria- und Magnifikat-Route, berührt 40 Wallfahrtsorte und besonders sehenswerte Kirchen und Kapellen | Verein der Freunde und Förderer des Fränkischen Marienwegs, Würzburg                         | Franken | Ave-Maria-Route: Ostschleife (593 km) führt teilweise durch die Fränkische Schweiz und den Frankenwald; Magnifikat-Route: Westschleife (466 km) führt teilweise durch die Haßberge und den Steigerwald |                                                |
| Fränkischer Marienweg (Würzburg)                      | Rw      | Wanderweglogo                                                                                  | 900,0                     | zwei Rundwanderwege – „Ost-“ und „Westschleife“ mit Ausgangspunkt Würzburg, berührt über 50 Wallfahrtsorte und besonders sehenswerte Kirchen und Kapellen | Verein der Freunde und Förderer des Fränkischen Marienwegs                                   | Franken | Die „Ostschleife“ (560 km) führt durch den östlichen Teil Unterfrankens und berührt dabei die Mittelgebirge Steigerwald, Haßberge und Rhön; die „Westschleife“ (340 km) umrundet im Wesentlichen den Bayerischen Spessart. |                                                |
| Fränkischer Rotweinwanderweg                          | Fw      | Markierung Rotwein-Wanderweg (Spessart)                                                        | 79,0                      | Großwallstadt, Klingenberg, Miltenberg, Bürgstadt |                                                                                              | | entlang des Mains (zwischen Spessart und Odenwald) |                                                |
| Frau-Holle-Pfad                                       | Fw      | X4                                                                                             | 185,0                     | Bad Karlshafen, Reinhardswald, Bramwald, Kaufunger Wald, Stölzinger, Richelsdorfer Gebirge, Kuppenrhön, Schenklengsfeld | Hessisch-Waldeckischer Gebirgs- und Heimatverein                                             | Nordhessen, Südniedersachsen                                                                                                   | | leicht                                         |
| Freudenthalweg                                        | Fw      |                                                                                                | 153,0                     | Hamburg-Harburg, Soltau, Verden | Wanderverband Norddeutschland                                                                | Hamburg, Niedersachsen | | leicht                                         |
| Gäurandweg                                            | Fw      | Grüne Raute mit roter Hagebutte auf weißen Grund                                               | 106,0                     | Mühlacker, Schopfloch | Schwarzwaldverein                                                                            | Schwarzwald | | leicht                                         |
| Geestweg                                              | Fw      |                                                                                                | 195,0                     | Meppen, Bremen | Wiehengebirgsverband Weser-Ems                                                               | Emsland, Wildeshauser Geest | | leicht                                         |
| Georg-Fahrbach-Weg                                    | Fw      |                                                                                                | 123,0                     | Criesbach, Stuttgart-Uhlbach | Schwäbischer Albverein                                                                       | Hohenloher Ebene, Schwäbischer Wald                                                                                            | |                                                |
| Gernsbacher Runde                                     | Rw      | Markierung (Ebersteiner Rose)                                                                  | 42,7                      | Rund um Gernsbach |                                                                                              | Schwarzwald | Wandersiegel Premium-Wanderweg |                                                |
| Glasträgerweg                                         | Fw      |                                                                                                | 180,0                     | Todtnau, Feldberg, Schluchsee, Lenzkirch, Bonndorf, Grafenhausen, St. Blasien, Bernau, Todtmoos, Wehr, Bad Säckingen, Laufenburg |                                                                                              | Schwarzwald | Lehrpfad | mittel                                         |
| Glockenwanderweg                                      | Rw      |                                                                                                | 23,0                      | Deutschneudorf, Brüderwiese, Deutscheinsiedel, Seiffen, Oberseiffenbach, Oberlochmühle, Deutschkatharinenberg, Deutschneudorf |                                                                                              | Erzgebirge | | leicht                                         |
| Görlitz–Greiz                                         | Fw      | blauer Balken auf weißem Feld                                                                  | 366,0                     | Görlitz, Löbau, Stolpen, Pirna, Frauenstein, Marienberg, Annaberg-Buchholz, Greiz |                                                                                              | Oberlausitzer Bergland, Erzgebirge, Vogtland                                                                                   | in der Oberlausitz Teil des Wanderwegs der Deutschen Einheit |                                                |
| Goethewanderweg Ilmenau-Stützerbach                   | Tw      |                                                                                                | 20,0                      | Ilmenau – Manebach – Stützerbach | Stadt Ilmenau                                                                                | Thüringer Wald | der höchste Punkt ist der Kickelhahn mit 861 m | mittel                                         |
| Goethewanderweg Weimar-Großkochberg                   | Tw      | weißes „G“ auf grünem Grund                                                                    | 29,0                      | von Weimar nach Großkochberg | Landkreis Weimarer Land                                                                      | Weimarer Land, Thüringen | Höhenunterschied ca. 305 m | leicht-mittel                                  |
| Goldsteig                                             | Fw      | ,                                                                                              | 600,0                     | Oberpfälzer Wald, Bayerischer Wald (Marktredwitz, Passau) | Tourismusverband Ostbayern e. V.                                                             | Ostbayern | Qualitätsweg Wanderbares Deutschland; teilweise gemeinsame Route mit E6 und E8 |                                                |
| Graf-Engelbert-Weg                                    | Fw      | X28                                                                                            | 111,0                     | Hattingen, Schladern | Sauerländischer Gebirgsverein                                                                | Ruhrgebiet, Bergisches Land, Siegerland                                                                                        | | leicht                                         |
| Grimmsteig                                            | Rw      |                                                                                                | 84,0                      | | vom Land Hessen gefördertes Gemeinschaftsprojekt                                             | Kaufunger Wald, Hoher Meißner, Söhre                                                                                           | 5 Tagesetappen | leicht                                         |
| Habichtswaldsteig                                     | Fw      | true                                                                                           | 85,0                      | Zierenberg, Edersee (Staumauer) / Hemfurth-Edersee | AG Habichtswaldsteig(elf Kommunen am Steig)                                                  | Habichtswälder Bergland, Kellerwald                                                                                            | als Qualitätsweg Wanderbares Deutschland zertifiziert | leicht                                         |
| Hainichlandweg                                        | RW      | Markierung Hainichlandweg                                                                      | 130,0                     | Weberstedt, Kammerforst, Struth, Heyerode, Probstei Zella, Mihla, Hütscheroda, Weberstedt | Nationalpark Hainich                                                                         | Hainich | | mittel                                         |
| Hainleiteweg                                          | Fw      |                                                                                                | 70,0                      | Friedrichroda, Sachsenburg |                                                                                              | Hainleite | |                                                |
| Handelsweg                                            | Fw      | T                                                                                              | 229,0                     | Osnabrück, Bad Bentheim, Oldenzaal (Niederlande), Deventer (Niederlande) | Wiehengebirgsverband Weser-Ems                                                               | | Teil des E11 | leicht                                         |
| Hansaweg                                              | Fw      | X X9                                                                                           | 72,0                      | Herford, Bad Salzuflen, Lemgo, Dörentrup, Extertal, Hameln | Teutoburger-Wald-Verein                                                                      | Ravensberger Hügelland, Lipper Bergland, Weserbergland                                                                         | als Qualitätsweg Wanderbares Deutschland zertifiziert Teil des E1 | leicht                                         |
| Hansjakobweg I (Kleiner Hansjakobweg)                 | Rw      | Schwarzer Hansjakobhut in weißer Raute                                                         | 49,0                      | Schapbach, Schenkenzell, Schapbach | Schwarzwaldverein                                                                            | Schwarzwald | |                                                |
| Hansjakobweg II (Großer Hansjakobweg)                 | Rw      | Schwarzer Hansjakobhut in weißer Raute                                                         | 105,0                     | Haslach, Zell am Harmersbach, Haslach | Schwarzwaldverein                                                                            | Schwarzwald | |                                                |
| Harzer Baudensteig                                    | Fw      | Stilisierter Wanderweg in weiß mit zwei Bauden auf rotbraunem Grund                            | 100,0                     | Bad Grund, Lerbach, Bad Lauterberg, Bad Sachsa, Walkenried | Harzklub e. V.                                                                               | Harz | | leicht bis mittel                              |
| Harzer Försterstieg                                   | Fw      | Grünes Eichenblatt                                                                             | 60,0                      | Goslar, Lautenthal, Bad Grund, Buntenbock, Riefensbeek-Kamschlacken | Harzklub e. V.                                                                               | Harz | | leicht bis mittel                              |
| Harzer Hexenstieg                                     | Fw      | Weiße Hexe auf grünem Kreis                                                                    | 100,0                     | Osterode, Brocken, Thale | Harzklub e. V.                                                                               | Harz | | leicht bis mittel                              |
| Harzer Naturistenstieg                                | Rw      | Gelber Kreis mit N                                                                             | 18,0                      | Wippra, Dankerode und zurück |                                                                                              | Harz, Wipper-Tal | | leicht                                         |
| Hasenstabweg                                          | Rw      | Wanderweglogo                                                                                  | 68,0                      | Rothenbuch, Lichtenau, Schollbrunn, Weibersbrunn, Rothenbuch | Tourismusverband Spessart-Mainland e.V                                                       | Bayerischer Spessart | im Revier des Wilderers Hasenstab | insges. über 1650 hm Auf- und Abstieg          |
| Hegau-Panorama-Weg                                    | Rw      |                                                                                                | 175,0                     | Engen–Stockach | Arbeitsgemeinschaft Hegau-Touristik e. V.                                                    | Hegau | 13 empfohlene Etappen | leicht bis mittel                              |
| Heide-Bieber-Tour                                     | Fw      |                                                                                                | 26,0                      | Bad Düben, Bad Schmiedeberg | Verein Dübener Heide e. V.                                                                   | Naturpark Dübener Heide | als Qualitätsweg Wanderbares Deutschland zertifiziert |                                                |
| Heidschnuckenweg                                      | Fw      | H                                                                                              | 223,0                     | Hamburg-Neugraben-Fischbek, Celle | Verein Naturparkregion Lüneburger Heide e. V.                                                | Harburger Berge, Lüneburger Heide                                                                                              | als Qualitätsweg Wanderbares Deutschland zertifiziert |                                                |
| Herkulesweg                                           | Fw      | X7                                                                                             | 193,0                     | Battenberg, Breite Struth, Naturpark Kellerwald-Edersee, Waldecker Wald, Habichtswald, Kaufunger Wald, Soodener Bergland, Oberes Eichsfeld, Heilbad Heiligenstadt | Hessisch-Waldeckischer Gebirgs- und Heimatverein                                             | Nordhessen, Westthüringen | | leicht                                         |
| Hermannsweg                                           | Fw      | H                                                                                              | 156,0                     | Teutoburger Wald (Rheine, Lippischer Velmerstot) | Teutoburger-Wald-Verein e. V.                                                                | | | leicht                                         |
| Hessenweg 1                                           | Fw      |                                                                                                | 320,0                     | Diemelsee, Korbach, Biedenkopf, Herborn, Weilburg, Limburg, Holzhausen, Eltville am Rhein |                                                                                              | Upland, Burgwald, Lahn-Dill-Bergland, Taunus, Rheingau                                                                         | | leicht                                         |
| Hessenweg 2                                           | Fw      |                                                                                                | 404,0                     | Warburg, Homberg, Knüll, Alsfeld, Vogelsberg, Gelnhausen, Groß-Umstadt | Verband Deutscher Gebirgs- und Wandervereine – Landesverband Hessen e. V.                    | | verläuft von Warburg bis Alsfeld auf dem durchgängig gekennzeichneten Löwenweg |                                                |
| Hessenweg 3                                           | Fw      |                                                                                                | 253,0                     | Bad Karlshafen, Reinhardswald, Kassel, Bad Hersfeld, Rhön, Bad Brückenau |                                                                                              | | |                                                |
| Hessenweg 4                                           | Fw      |                                                                                                | 400,0                     | Marsberg, Edersee, Kellerwald, Marburg, Grünberg, Bad Nauheim, Frankfurt am Main, Darmstadt, Neckarsteinach |                                                                                              | | |                                                |
| Hessenweg 5                                           | Fw      |                                                                                                | 186,0                     | Dillenburg, Gießen, Vogelsberg, Schlüchtern, Bad Brückenau |                                                                                              | | |                                                |
| Hessenweg 6                                           | Fw      |                                                                                                | 130,0                     | Brilon, Korbach, Bad Arolsen, Hofgeismar, Reinhardshagen |                                                                                              | | |                                                |
| Hessenweg 7                                           | Fw      |                                                                                                | 155,0                     | Kaub, Rheingau, Wiesbaden, Biebrich, Darmstadt, Odenwald, Erbach |                                                                                              | | |                                                |
| Hessenweg 8                                           | Fw      |                                                                                                | 190,0                     | Korbach, Kellerwald, Bad Wildungen, Melsungen, Wanfried |                                                                                              | | |                                                |
| Hessenweg 9                                           | Fw      |                                                                                                | 184,0                     | Limburg, Gelnhausen, Katharinenbild, Lohr am Main |                                                                                              | Hochtaunus, Wetterau, Spessart                                                                                                 | |                                                |
| Hessenweg 10                                          | Fw      |                                                                                                | 134,0                     | Biedenkopf, Marburg, Schwalm, Haunetal, Rasdorf |                                                                                              | Lahn-Dill-Bergland, Burgwald                                                                                                   | |                                                |
| Hessenweg 11                                          | Fw      |                                                                                                | 314,0                     | Hanau, Kinzigtal, Vogelsberg, Alsfeld, Knüll, Kassel, Reinhardswald, Hoher Meißner, Oberes Wesertal, Bad Karlshafen | Deutsche Gebirgs- und Wandervereine – Landesverband Hessen e. V.                             | | |                                                |
| Hessische Schweiz, Rundwanderweg                      | Rw      | P4                                                                                             | 15,5                      | Rund um Hitzelrode |                                                                                              | Werra-Meißner-Kreis | Premium-Wanderweg |                                                |
| Heuberg-Allgäu-Weg                                    | Fw      |                                                                                                | 185,0                     | Spaichingen, Stockach, Meersburg, Friedrichshafen, Wangen im Allgäu, Isny, Schwarzer Grat | Schwäbischer Albverein                                                                       | Schwäbische Alb, Oberschwaben, Bodensee, Allgäu                                                                                | Hauptwanderweg 9 des Schwäbischen Albvereins | leicht bis mittel                              |
| Hochrhein-Höhenweg                                    | Fw      | Halb weiße, halb blaue Raute auf gelbem Grund                                                  | 123,0                     | Basel, Wehr, Albbruck, Waldshut, Küssaburg, Rheinau, Schaffhausen | Schwarzwaldverein                                                                            | Südschwarzwald, Klettgau | | leicht                                         |
| Hochrhöner                                            | Fw      |                                                                                                | 180,0                     | Bad Salzungen–Bad Kissingen, teilt sich in der Hochrhön (Route „Kuppenrhön“ und „Lange Rhön“) | Rhönklub                                                                                     | Rhön | wird ergänzt durch Zubringerrouten (grün markiert) und mittlerweile 26 „Extratouren“ (Rundwanderwege, z. B. Extratour Kreuzberg und Extratour Milseburg, rot markiert) |                                                |
| Höhenweg                                              | Fw      | H                                                                                              | 48,0                      | Schwarzenbach an der Saale, Wunsiedel | Fichtelgebirgsverein                                                                         | Fichtelgebirge | | leicht bis mittel                              |
| Hollenpfad                                            |         |                                                                                                | 9,0                       | Bödefeld, Golddorfroute |                                                                                              | Sauerland | | leicht bis mittel                              |
| Hotzenwald-Querweg                                    | Fw      |                                                                                                | 45,0                      | Schopfheim, Waldshut | Schwarzwaldverein                                                                            | Südschwarzwald | | leicht                                         |
| Hünenweg                                              | Fw      |                                                                                                | 188,0                     | Osnabrück, Papenburg | Wiehengebirgsverband Weser-Ems                                                               | Landkreis Osnabrück, Landkreis Emsland                                                                                         | | leicht                                         |
| Irmgardispfad                                         | Tw      |                                                                                                | 10,7                      | Süchteln, Irmgardiskapelle, Süchtelner Höhen, Hoher Busch, Löh, Hoser, Bockert, Oberbeberich, Ompert, Ummer, Helenabrunn | Stadt Viersen                                                                                | Stadtgebiet Viersen | auch Pilgerpfad und Radwanderweg | leicht bis mittel                              |
| Jadeweg                                               | Fw      | J                                                                                              | 130,0                     | Wilhelmshaven, Wildeshausen | Wiehengebirgsverband Weser-Ems                                                               | Oldenburger Land | zwischen Wilhelmshaven und Petershörn Teil des E9 | leicht                                         |
| Jakobswege in Deutschland                             | Fw      |                                                                                                |                           | verschiedene Wege – soweit möglich auf den Routen der mittelalterlichen Jakobspilger nach Santiago |                                                                                              | | Die Jakobswege in Deutschland bilden ein umfangreiches Wegenetz – bestehend aus einer Reihe von Routen mit Ausgangspunkten meist in Nord- und Ostdeutschland und zusammengesetzt aus über 30 Teilstrecken. Nach der Durchquerung von West- bzw. Süddeutschland besteht Anschluss an die Jakobswege in Frankreich und der Schweiz |                                                |
| Jean Paul Weg                                         | Fw      |                                                                                                | 200,0                     | Joditz bei Hof bis Sanspareil bei Bayreuth |                                                                                              | Oberfranken | 161 Stationstafeln zum Leben und Werk des Dichters Jean Paul | leicht                                         |
| Johann-Ludwig-Klarmann-Weg                            | Fw      | Klarmann-Weg                                                                                   | 0115                      | Steigerwald | Steigerwald e. V.                                                                            | Steigerwald | |                                                |
| Jubiläumsweg Bodenseekreis                            | Fw      |                                                                                                | 111,0                     | Kressbronn, Neukirch, Meckenbeuren, Markdorf, Heiligenberg, Owingen, Überlingen | Landratsamt Bodenseekreis                                                                    | Bodenseekreis | | leicht bis mittel                              |
| Jurasteig                                             | Fw / Rw | Jurasteig                                                                                      | 230,0                     | Kelheim, Bad Abbach, Kallmünz, Schmidmühlen, Hohenburg, Deining, Dietfurt, Riedenburg, Kelheim |                                                                                              | Oberpfälzer Jura | als Qualitätsweg Wanderbares Deutschland zertifiziert am 12. Januar 2008 | leicht bis mittel                              |
| Kaiserstuhlpfad                                       | Tw      |                                                                                                | 21,7                      | Endingen, Eichelspitze, Totenkopf, Ihringen | Schwarzwaldverein                                                                            | Kaiserstuhl | als Qualitätsweg Wanderbares Deutschland zertifiziert |                                                |
| Kaiserweg                                             | Fw      |                                                                                                | 85,0                      | Bad Harzburg, Tilleda |                                                                                              | Harz | | leicht                                         |
| Kaiser-Otto-Weg                                       | Fw      | X16                                                                                            | 85,0                      | Meschede, Marsberg | Sauerländischer Gebirgsverein                                                                | Sauerland | Teil des E1 |                                                |
| Kammweg                                               | Fw      | Kammweg                                                                                        | 289,0                     | Geising im Osterzgebirge, Blankenstein in Thüringen | Tourismusverband Erzgebirge e. V., Tourismusverband Vogtland e. V.                           | Erzgebirge, Vogtland | | leicht                                         |
| Kandelhöhenweg                                        | Fw      |                                                                                                | 112,0                     | Oberkirch, Freiburg | Schwarzwaldverein                                                                            | Schwarzwald | | mittel                                         |
| Kansteinweg                                           | Fw      | △                                                                                              | 88,0                      | Hannover – Alfeld | Hannoverscher Wander- und Gebirgsverein                                                      | Niedersachsen | Der Abschnitt im Saupark Springe ist nachts und im Winter bei Treibjagden gesperrt | schwer                                         |
| Karl-Bachler-Weg                                      | Fw      | X X4                                                                                           | 77,0                      | Bad Salzuflen, Vlotho, Kalletal, Rinteln, Bad Eilsen, Bückeburg, Rehburg-Loccum | Teutoburger-Wald-Verein                                                                      | Lipper Bergland, Wesergebirge, Rehburger Berge                                                                                 | |                                                |
| Kassel-Steig                                          | Rw      |                                                                                                | 157,0                     | rund um Kassel/Kasseler Becken | Hessisch-Waldeckischer Gebirgs- und Heimatverein                                             | Nordhessen, Südniedersachsen                                                                                                   | 12 Etappen | leicht                                         |
| Kellerwaldsteig                                       | Rw      | K                                                                                              | 156,0                     | Kellerwald, Edersee | Hessisch-Waldeckischer Gebirgs- und Heimatverein                                             | Nordhessen | als Qualitätsweg Wanderbares Deutschland zertifiziert am 4. September 2009 | leicht                                         |
| Keltenerlebnisweg                                     | Fw      |                                                                                                | 254,0                     | Meiningen, Dolmar, Gleichberge, Haßberge, Steigerwald, Bad Windsheim |                                                                                              | Franken | | leicht                                         |
| Keltenweg Nahe–Mosel                                  | Fw      | K                                                                                              | 65,0                      | Kirn, Kirchberg–Haserich, Treis oder Senheim | Hunsrückverein                                                                               | Hunsrück | Alternativteilroute auch als Rundweg möglich | leicht                                         |
| Klingenpfad                                           | Fw      |                                                                                                | 70,0                      | rund um Solingen | Sauerländischer Gebirgsverein                                                                | Bergisches Land | Der Klingenpfad gilt als einer der schönsten und abwechslungsreichsten Wanderwege im Bergischen Land. | leicht                                         |
| Klötzie-Stieg                                         | Rw      | weißes Richtungs- dreieck                                                                      | 26,5                      | Hitzacker, Elbufer, Elbtalaue, Wendland | Förderverein Wendlandrundweg                                                                 | Elbtalaue, Wendland | |                                                |
| Kölnpfad                                              | Rw      | Schwarzer Kreis, rot-weißes Rechteck + Dom                                                     | 171,0                     | rund um Köln ÖPNV erschlossen | Kölner Eifelverein von 1888                                                                  | | 11 Etappen à 9 bis 22 km | leicht                                         |
| König-Ludwig-Weg                                      | Fw      | Markierung König-Ludwig-Weg                                                                    | 95,0                      | Starnberger See, Füssen |                                                                                              | | | leicht                                         |
| Kunigundenweg                                         | Fw      | Kunigundenweg                                                                                  | 0110                      | Aub, Scheinfeld, Schlüsselfeld, Bamberg | Steigerwald-Verein e. V.                                                                     | Steigerwald | | leicht                                         |
| Kunstwanderweg Hoher Fläming                          | Tw      |                                                                                                | 33,0                      | Bad Belzig, Wiesenburg/Mark | Naturparkverein Fläming e. V.                                                                | Fläming | 10 km langer Kunstwanderweg XR zwischen Bahnhof Wiesenburg und Klein Glien auf dem digitale sowie bestehende Kunstwerke mit 3D-Animationen der Kunstschaffenden (sog. Avatare) durch Augmented-Reality-Technologie dargestellt wird.                                                                                             | leicht                                         |
| Lahn-Dill-Bergland-Pfad                               | Fw      |                                                                                                | 86,0                      | Haiger bzw. Herborn, Dillenburg, Bicken, Eisemroth, Bad Endbach, Erdhausen, Damshausen, Marburg | Oberhessischer Gebirgsverein, Verein Lahn-Dill-Bergland                                      | Lahn-Dill-Bergland, Burgwald                                                                                                   | Qualitätsweg Wanderbares Deutschland, Wanderpark mit 18 Extra-Touren zwischen 7 und 36 km Länge | leicht                                         |
| Lahnhöhen-Extratour                                   | Rw      |                                                                                                | 36,0                      | Buchenau, Allendorf, Friedensdorf, Dautphe, Wolfgruben, Wilhelmshütte, Biedenkopf, Katzenbach, Buchenau | Oberhessischer Gebirgsverein, Verein Lahn-Dill-Bergland                                      | Lahn-Dill-Bergland | Qualitätsweg Wanderbares Deutschland, längste Extratour des Wanderparks Lahn-Dill-Bergland | leicht                                         |
| Lahnhöhenweg                                          | Fw      | L, L                                                                                           | 295,0                     | Netphen, Lahnstein | Sauerländischer Gebirgsverein, Oberhessischer Gebirgsverein                                  | Sauerland, Westerwald, Taunus                                                                                                  | beidseitig der Lahn | leicht                                         |
| Lahnwanderweg                                         | Fw      | dunkelrotes stilisiertes „LW“ auf weißem Grund                                                 | 288,0                     | Netphen, Marburg, Gießen, Wetzlar, Weilburg, Limburg, Bad Ems, Lahnstein | Lahntal Tourismus Verband e. V., Wetzlar                                                     | Lahntal | 19 Etappen auf Höhenlagen, Hängen und Seitentäler entlang der Lahn | mittel                                         |
| Lausitzer Schlange                                    | Fw      |                                                                                                | 330,0                     | Dresdner Heide, Radeberger Land, Sächsische Schweiz, Oberlausitzer Bergland, Zittauer Gebirge, Königshainer Berge, Oberlausitzer Heide- und Teichlandschaft, Lausitzer Seenland, Senftenberger See                                                                         |                                                                                              | Oberlausitz | |                                                |
| Lech-Höhenweg                                         | Fw      | Blaues L auf Wellenlinie                                                                       | 84,0                      | Landsberg am Lech, Schongau, Füssen |                                                                                              | | Variante ab Augsburg | leicht                                         |
| Limeswanderweg (= Limesweg)                           | Fw      | Westerwald: weißer Römerturm auf schwarzem Viereck; Taunus: schwarzer Turm auf weißem Viereck. | 126,0                     | Rheinbrohl, Bad Ems, Lindschied | Westerwald-Verein,                                                                           | Westerwald, Lahn-Taunus | Teilabschnitt des Deutschen Limes-Wanderwegs | leicht                                         |
| Limes-Wanderweg                                       | Fw      |                                                                                                | 245,0                     | Miltenberg, Walldürn, Öhringen, Schwäbisch Gmünd, Wilburgstetten | Schwäbischer Albverein                                                                       | Maintal, Odenwald, Hohenloher Ebene, Schwäbischer Wald                                                                         | Hauptwanderweg 6 des Schwäbischen Albvereins, Teilabschnitt des Deutschen Limes-Wanderwegs | leicht                                         |
| Limesweg                                              | Fw      | stilis. röm. Wachtturm                                                                         | 38,9                      | Wilburgstetten, Gunzenhausen | Fränkischer Albverein                                                                        | Hesselberg-Region | Weg 46 des Fränkischen Albvereins, Teilabschnitt des Deutschen Limes-Wanderwegs | leicht                                         |
| Limesweg                                              | Fw      | stilis. röm. Wachtturm dunkelgrün auf gelbem Grund                                             | 115,0                     | Gunzenhausen, Ellingen, Oberhochstatt, Denkendorf, Altmannstein, Eining, Bad Gögging | Tourismusverband Naturpark Altmühltal                                                        | Naturpark Altmühltal | Teilabschnitt des Deutschen Limes-Wanderwegs | leicht                                         |
| Lönspfad                                              | Fw      | X ( X10 )                                                                                      | 44,0                      | Horn-Bad Meinberg, Schlangen, Berlebeck, Augustdorf, Oerlinghausen | Teutoburger-Wald-Verein                                                                      | Teutoburger Wald | | leicht                                         |
| Löwenpfade                                            | Rw      | stilisierter Löwe mit grüner Mähne                                                             | zwischen 3 und 24 km lang | Landkreis Göppingen | Landkreis Göppingen                                                                          | Landkreis Göppingen | alle 16 Löwenpfade sind als Qualitätsweg Wanderbares Deutschland zertifiziert | leicht – schwer                                |
| Ludgerusweg                                           | Fw      |                                                                                                | 30,0                      | Tilbeck – Coesfeld, Kreis Coesfeld | Baumberge-Verein                                                                             | Baumberge | als Qualitätsweg Wanderbares Deutschland zertifiziert, zwei Etappen | leicht                                         |
| Lulluspfad                                            | Fw      | X 16                                                                                           | 184,0                     | Herzhausen (Edersee), Bad Hersfeld, Hohe Sonne (Rennsteig) | Knüllgebirgsverein                                                                           | | | leicht                                         |
| Märchenlandweg                                        | Fw      |                                                                                                | 430,8                     | Bad Karlshafen, Reinhardswald, Solling, Kassel, Kaufunger Wald, Söhre, Habichtswälder Bergland, Bad Karlshafen (zzgl. Nebenwege) | Hessisch-Waldeckischer Gebirgs- und Heimatverein                                             | Nordhessen, Südniedersachsen, Ostwestfalen                                                                                     | | leicht                                         |
| Main-Donau-Bodensee-Weg                               | Fw      |                                                                                                | 420,0                     | Würzburg, Rothenburg ob der Tauber, Crailsheim, Ellwangen, Heidenheim, Ulm, Ochsenhausen, Friedrichshafen | Schwäbischer Albverein                                                                       | Maintal, Taubergrund, Hohenloher Ebene, Schwäbische Alb, Oberschwaben, Bodensee                                                | Hauptwanderweg 4 des Schwäbischen Albvereins | leicht                                         |
| Main-Donau-Weg                                        | Fw      | Wanderzeichen                                                                                  | 1140,0                    | Main, Donau | Verschiedene Vereine                                                                         | | 4 Wegrouten & Querverbinder | leicht                                         |
| Main-Neckar-Rhein-Weg                                 | Fw      | Main-Neckar-Rhein-Weg (HW 3)                                                                   | 540,0                     | Wertheim, Bad Mergentheim, Schwäbisch Hall, Esslingen am Neckar, Tübingen, Villingen-Schwenningen, Furtwangen, Lörrach | Schwäbischer Albverein bis Villingen-Schwenningen, ab da Schwarzwaldverein                   | Taubergrund, Hohenloher Ebene, Schwäbischer Wald, Schwäbische Alb, Schwarzwald                                                 | Wanderweg Baden-Württemberg; Hauptwanderweg 3 des Schwäbischen Albvereins | leicht                                         |
| Main-Wanderweg                                        | Fw      | blaues M                                                                                       | 490,0                     | von der Quelle des Weißen Mains am Ochsenkopf (Fichtelgebirge) bis zur Mündung des Mains in den Rhein bei Mainz |                                                                                              | Fichtelgebirge, Obermain-Jura, Hassberge, Fränkisches Weinland, Spessart-Mainland, Bayerischer Untermain, Hessischer Untermain | |                                                |
| Maintalhöhenringweg                                   | Fw      | R                                                                                              | 160,0                     | begleitet den Main rund um das Mainviereck von Aschaffenburg bis Gemünden |                                                                                              | Spessart, Bayerischer Untermain                                                                                                | | leicht                                         |
| Malerweg                                              | Rw      | Malerweg                                                                                       | 115,0                     | Pirna (Liebethal) bis Schmilka beiderseits der Elbe | Tourismusverband Sächsische Schweiz e. V.                                                    | Sächsische Schweiz/Nationalpark Sächsische Schweiz                                                                             | | leicht                                         |
| Markgräfler Wiiwegli                                  | Fw      |                                                                                                | 81,0                      | St. Georgen, Weil am Rhein | Schwarzwaldverein                                                                            | Markgräflerland | | leicht bis mittel                              |
| Maria-Croon-Weg                                       | Tw      | Braunes Mühlrad auf weißem Feld                                                                | 18,0                      | Orscholz bis Saarburg | Saarwald-Verein                                                                              | Saargau | | leich                                          |
| Marienwanderweg                                       | Fw      | style                                                                                          | 20,0                      | Streithausen, Westerwald |                                                                                              | | | leicht                                         |
| Martin-Luther-Weg                                     | Tw      | Grünes L auf weißem Spiegel                                                                    | 17,0                      | Schmalkalden bis Tambach-Dietharz |                                                                                              | Thüringer Wald | | leicht                                         |
| Masdascher Burgherrenweg                              | Rw      | Traumschleife Saar-Hunsrück (SH) – lila                                                        | 11,3                      | verläuft auf historischen Pfaden und bestehenden Wanderwegen und schließt das lebendige Dorf Mastershausen mit ein. |                                                                                              | Rhein-Hunsrück-Kreis | als Qualitätsweg Wanderbares Deutschland zertifiziert am 27. Mai 2009 | mittel                                         |
| Maximiliansweg                                        | Fw      |                                                                                                | 359,0                     | Lindau, Berchtesgaden |                                                                                              | Teil des E4 | mittel bis schwer |                                                |
| Merscheider Scherenweg                                | Rw      |                                                                                                | 6,5                       | Merscheid (Solingen), Solingen | Merscheider Heimatverein                                                                     | Bergisches Land | | leicht                                         |
| Milseburgweg                                          | Fw      |                                                                                                | 74,0                      | Fulda, Meiningen | Rhönklub                                                                                     | Rhön | als Qualitätsweg Wanderbares Deutschland zertifiziert, Hauptwanderweg des Rhönklubs (HWO 3) | mittel bis schwer                              |
| Mittelweg                                             | Fw      |                                                                                                | 233,0                     | Pforzheim, Waldshut | Schwarzwaldverein                                                                            | Schwarzwald | | leicht                                         |
| Moselhöhenweg                                         | Fw      |                                                                                                | 185,0                     | Mosel, Eifel, Hunsrück |                                                                                              | | | leicht                                         |
| Moselsteig                                            | Fw      |                                                                                                | 365,0                     | Perl, Trier, Bernkastel-Kues, Koblenz-Deutsches Eck | Mosellandtouristik GmbH                                                                      | Mosel | als Qualitätsweg Wanderbares Deutschland zertifiziert | leicht bis schwer                              |
| Murgleiter                                            | Fw      | Wegzeichen Murgleiter: Grünes, stilis. „M“ auf hellem Grund in blauer Raute                    | 110,0                     | Entlang des Murgtals und seiner Höhen über: Gaggenau, Gernsbach, Forbach, Schönmünzach, Baiersbronn, Schliffkopf |                                                                                              | Schwarzwald | Wandersiegel Premium-Wanderweg |                                                |
| Naturparkweg                                          | Fw      |                                                                                                | 117,0                     | verbindet fünf Naturparke in Schleswig-Holstein |                                                                                              | | | leicht                                         |
| Natursteig Sieg                                       | Fw      | Sieg-Windungen weiß auf blauem Grund                                                           | 196,4                     | entlang der Sieg (vorerst nur von Siegburg bis Mudersbach) |                                                                                              | Bergisches Land, Siegerland | 14 Etappen; seit 2013 als Qualitätsweg Wanderbares Deutschland zertifiziert | leicht                                         |
| Neanderlandsteig                                      | Fw / Rw |                                                                                                | 240,0                     | Neviges, Velbert, Heiligenhaus, Essen-Kettwig, Mülheim an der Ruhr, Ratingen, Erkrath, Hilden, Monheim am Rhein, Reusrath | Kreis Mettmann                                                                               | Kreis Mettmann | | leicht bis mittel                              |
| Neckarweg                                             | Fw      |                                                                                                | 474,0                     | entlang des Neckars: Schwenningen, Rottweil, Horb, Tübingen, Esslingen, Ludwigsburg, Heilbronn, Eberbach, Heidelberg, Mannheim | Schwäbischer Albverein, Odenwaldklub                                                         | Baden-Württemberg | Das Teilstück von Bad Wimpfen bis Heidelberg wurde überarbeitet und 2012 unter dem Namen Neckarsteig als Qualitätsweg Wanderbares Deutschland neu eröffnet. |                                                |
| NiederrheinWeg                                        | Fw / Rw | NW                                                                                             | 138,0                     | Moers, Neukirchen-Vluyn, Rheurdt, Kamp-Lintfort, Issum, Alpen, Rheinberg | Niederrheinische Berg- und Wanderfreunde e. V.                                               | Niederrhein | neu angelegt 2007–2008 | leicht                                         |
| Niedersachsenweg                                      | Fw      | X / X6                                                                                         | 80                        | Detmold, Horn-Bad Meinberg, Blomberg, Bad Pyrmont, Hameln | Teutoburger-Wald-Verein                                                                      | Lipper Bergland | |                                                |
| Nibelungensteig                                       | Fw      |                                                                                                | 130,0                     | Zwingenberg, Freudenberg am Main (Odenwald) | Odenwaldklub e. V.                                                                           | Bergstraße, Odenwald | als Qualitätsweg Wanderbares Deutschland zertifiziert | leicht                                         |
| Nord-Ostsee-Wanderweg                                 | Fw      | gelber Pfeil, grün gerandet                                                                    | 109,0                     | Meldorf, Rendsburg, Kiel |                                                                                              | Elbmarschen, Geest, Naturpark Westensee                                                                                        | | leicht                                         |
| Oberlausitzer Bergweg                                 | Fw      | blauer Balken auf weißem Feld                                                                  | 118,0                     | Zittau, Oybin, Waltersdorf, Eibau, Beiersdorf, Sohland/Spree, Neukirch | Sächsischer Wandersport- und Bergsteigerverband e. V. (SWBV)                                 | Oberlausitzer Bergland, Zittauer Gebirge                                                                                       | Teil des Fernwanderwegs Zittau–Wernigerode | leicht                                         |
| Odenwaldexpress                                       | Tw      |                                                                                                | 28,0                      | auf ehemaliger Eisenbahnlinie (Mudau, Mosbach) | Odenwaldklub                                                                                 | Odenwald | |                                                |
| Ortenauer Weinpfad                                    | Fw      | Blaue Weintraube in roter Raute auf weißem Grund                                               | 98,0                      | Gernsbach, Baden-Baden, Bühlertal, Kappelrodeck, Oberkirch, Gengenbach, Diersburg | Schwarzwaldverein                                                                            | Nordschwarzwald, Ortenau | | leicht                                         |
| Nationaler Fernwanderweg Ostsee-Saaletalsperren       | Fw      | blauer Balken auf weißem Feld                                                                  | 700,0                     | Von Rügen über die Lausitz und das Erzgebirge zu den Saaletalsperren |                                                                                              | | zwischen Sassnitz, Niesky Teil des E10, nutzt die Fernwanderwege Heringsdorf–Ziegenrück und Baruth (Mark)–Ziegenrück | leicht                                         |
| Ostfriesland-Wanderweg                                | Fw      | O                                                                                              | 97,0                      | Bensersiel, Papenburg | Wiehengebirgsverband Weser-Ems                                                               | Ostfriesland | zwischen Aurich, Leer Teil des E9 | leicht                                         |
| Östlicher Limesweg                                    | Fw      | stilis. röm. Wachtturm                                                                         | 44,3                      | Miltenberg, Osterburken | Odenwaldklub                                                                                 | Odenwald | Hauptwanderweg 37 des Odenwaldklubs |                                                |
| Ostweg                                                | Fw      |                                                                                                | 239,0                     | Pforzheim, Schaffhausen | Schwarzwaldverein                                                                            | Schwarzwald | | leicht                                         |
| Pandurensteig                                         | Fw      |                                                                                                | 173,0                     | Waldmünchen, Passau |                                                                                              | Bayerischer Wald | | leicht                                         |
| Pankewanderweg                                        |         |                                                                                                | 34,0                      | entlang der Panke von der Mündung in die Spree bis zur Quelle Nahe Bernau |                                                                                              | Berlin, Brandenburg | | leicht                                         |
| Panoramaweg Baden-Baden                               | Rw      | Grüner Ring auf weißem Grund                                                                   | 40,0                      | rund um Baden-Baden |                                                                                              | Nordschwarzwald | Premium-Wanderweg |                                                |
| Panoramaweg Taubertal                                 | Fw      | Roter Wanderschuh, weiß umrandet, auf rotem Grund                                              | 133,0                     | Höhenwege entlang des Taubertals |                                                                                              | Tauberland | Wanderweg durch das Taubertal und das angrenzende Maintal. 5 Etappen und 4 Extratouren. | leicht                                         |
| Paul-Gerhardt-Weg                                     | Fw      | Symbol des Paul-Gerhard-Weges                                                                  | 140,0                     | Entlang der Spree und der Dahme von Berlin-Mitte nach Lübben (Spreewald) |                                                                                              | Dahme-Seenland | | leicht                                         |
| Pfälzer Höhenweg                                      | Fw      |                                                                                                | 112,0                     | durch den nördlichen Pfälzerwald von Winnweiler bis Wolfstein |                                                                                              | Pfälzerwald, Nordpfälzer Bergland                                                                                              | 7 Etappen; als Qualitätsweg Wanderbares Deutschland zertifiziert | leicht bis mittel                              |
| Pfälzer Waldpfad                                      | Fw      |                                                                                                | 142,0                     | durch den Pfälzerwald – von Kaiserslautern bis zum Deutschen Weintor in Schweigen |                                                                                              | Pfälzerwald, | 9 Etappen; als Qualitätsweg Wanderbares Deutschland zertifiziert | leicht                                         |
| Pfälzer Weinsteig                                     | Fw      |                                                                                                | 153,0                     | entlang der Haardt oberhalb der Deutschen Weinstraße von der Burg Neuleiningen bis zum Deutschen Weintor in Schweigen |                                                                                              | Pfälzerwald, Deutsche Weinstraße                                                                                               | als Qualitätsweg Wanderbares Deutschland zertifiziert | leicht                                         |
| Pickerweg                                             | Fw      | P                                                                                              | 107,0                     | Wildeshausen, Osnabrück | Wiehengebirgsverband Weser-Ems                                                               | Niedersachsen | | leicht                                         |
| Plackweg                                              |         | X1                                                                                             | 137,0                     | Hagen, Helminghausen | Sauerländischer Gebirgsverein                                                                | Sauerland | | leicht                                         |
| Point-Alpha-Weg                                       | Rw      | Rotes P                                                                                        | 15,0                      | Ulstertal |                                                                                              | Rhön | führt entlang der ehemaligen innerdeutschen Grenze – ist auch „Extratour“ des Hochrhöners | leicht                                         |
| Prälatenweg                                           | Fw      |                                                                                                | 145,0                     | Marktoberdorf, Weilheim, Kochel am See |                                                                                              | Schwäbisch- oberbayerisches Voralpenland                                                                                       | | leicht                                         |
| Prinzenweg                                            | Tw      |                                                                                                | 14 ,0                     | Tegernsee, Gindelalmschneid, Schliersee |                                                                                              | Oberbayern | im Winter mit Schneeschuhen | mittel                                         |
| Renchtalsteig                                         | Fw      | Blau-grüne Raute mit stilisiertem „rs“ auf weißem Grund                                        | 98,0                      | Bottenau, Mooskopf, Oppenau, Bad Peterstal, Alexanderschanze, Schliffkopf, Allerheiligen, Schauenburg | Schwarzwaldverein                                                                            | Schwarzwald | als Qualitätsweg Wanderbares Deutschland zertifiziert | mittel                                         |
| Rennsteig                                             | Fw      | R                                                                                              | 169,0                     | Thüringer Wald, Frankenwald |                                                                                              | | | mittel                                         |
| Rennweg                                               | Fw      | X26                                                                                            | 103,0                     | Neheim, Paderborn | Sauerländischer Gebirgsverein                                                                | Sauerland, Paderborner Land | | leicht                                         |
| Rheinburgenweg                                        | Fw      |                                                                                                | 196,0                     | Rheintal linksrheinisch (Bingen am Rhein, Remagen) |                                                                                              | | | leicht                                         |
| Rheinsteig                                            | Fw      |                                                                                                | 320,0                     | Rheintal rechtsrh. und Rheingau (Bonn, Wiesbaden) |                                                                                              | | | leicht                                         |
| Rheinhöhenweg                                         | Fw      | R                                                                                              | 512,0                     | Rheintal; linksrheinisch Bonn, Alsheim (240 km); Rheintal; rechtsrheinisch Bonn-Beuel, Wiesbaden (272 km) |                                                                                              | | | leicht                                         |
| Rhön-Hauptwanderweg HSN (Main-Werra-Weg)              | Fw      | Teil der INFO-Tafel Wanderwege auf dem Kreuzberg (Rhön)                                        | 176,0                     | Gemünden am Main–Vacha an der Werra | Rhönklub                                                                                     | Rhön | |                                                |
| Rhön-Hauptwanderweg HWO 1 (Kegelspiel-Weg)            | Fw      |                                                                                                | 100,0                     | Haunetal-Neukirchen–Schmalkalden-Wernshausen | Rhönklub                                                                                     | Rhön | |                                                |
| Rhön-Hauptwanderweg HWO 2 (Burgen- und Schlösser-Weg) | Fw      |                                                                                                | 96,0                      | Schlitz (Vogelsbergkreis)–Wasungen | Rhönklub                                                                                     | Rhön | |                                                |
| Rhön-Hauptwanderweg HWO 3 (Milseburgweg)              | Fw      |                                                                                                | 74,0                      | Fulda–Meiningen | Rhönklub                                                                                     | Rhön | |                                                |
| Rhön-Hauptwanderweg HWO 4 (Wasserkuppen-Weg)          | Fw      |                                                                                                | 96,0                      | Giesel (Neuhof)–Fladungen | Rhönklub                                                                                     | Rhön | |                                                |
| Rhön-Hauptwanderweg HWO 5 (Heidelstein-Weg)           | Fw      |                                                                                                | 60,0                      | Neuhof (bei Fulda)–Ostheim vor der Rhön | Rhönklub                                                                                     | Rhön | |                                                |
| Rhön-Hauptwanderweg HWO 6 (Kloster-Weg)               | Fw      |                                                                                                | 93,0                      | Schlüchtern–Mellrichstadt | Rhönklub                                                                                     | Rhön | |                                                |
| Rhön-Hauptwanderweg HWO 7 (Kreuzberg-Weg)             | Fw      |                                                                                                | 96,0                      | Schwarzenfels–Bad Königshofen | Rhönklub                                                                                     | Rhön | bis zum Kreuzberg auch Kardinal-Döpfner-Weg genannt |                                                |
| Rhön-Höhen-Weg (RHW)                                  | Fw      | Teil der INFO-Tafel Wanderwege auf dem Kreuzberg (Rhön)                                        | 137,0                     | Burgsinn–Bad Salzungen an der Werra | Rhönklub                                                                                     | Rhön | beginnt im Spessart, quert die Brückenauer Kuppenrhön und die Hohe Rhön (Schwarze Berge, Kreuzberg, östlicher Dammersfeldrücken, Lange Rhön) und endet in der Thüringer Vorderen Rhön. |                                                |
| Römerkanal-Wanderweg                                  | Fw      |                                                                                                | 111,0                     | Nettersheim, Kall, Rheinbach, Hürth, Köln-Sülz | Eifelverein                                                                                  | | | leicht                                         |
| Römerpfad                                             | Rw      | Sesterz (römische Münze) des Kaisers Maximinus Thrax                                           | 10,0                      | in der Südeifel zwischen Butzweiler, Kordel, Ehrang | Heimatverein Butzweiler                                                                      | Landkreis Trier-Saarburg | Premium-Wanderweg seit 16. April 2009 | leicht                                         |
| Rössleweg                                             | Rw      | Stuttgarter Rössle im gelben Ring                                                              | 54,0                      | Rund um Stuttgart | Verschönerungsverein Stuttgart und Schwäbischer Albverein                                    | | | leicht bis mittel                              |
| Roswithaweg                                           | Fw      | Roswithaweg-Markierung                                                                         | 189,0                     | Nienburg/Weser – Bad Gandersheim | Hannoverscher Wander- und Gebirgsverein                                                      | Niedersachsen | Der Abschnitt im Saupark Springe ist nachts und im Winter bei Treibjagden gesperrt |                                                |
| Rothaarsteig                                          |         |                                                                                                | 154,0                     | Brilon, Kahler Asten, Dillenburg |                                                                                              | Rothaargebirge | Premium-Wanderweg seit 2011 | leicht                                         |
| Rothaarweg                                            | Fw      | X2                                                                                             | 125,0                     | Brilon, Siegen | Sauerländischer Gebirgsverein                                                                | Sauerland | Teil des E1 | leicht                                         |
| Rotweinwanderweg                                      |         |                                                                                                | 35,0                      | entlang der Ahr (Bad Bodendorf, Altenahr) |                                                                                              | | | leicht                                         |
| Ruhrhöhenweg                                          | Fw      | XR                                                                                             | 244,0                     | entlang der Ruhr (Quelle–Mündung) | Sauerländischer Gebirgsverein                                                                | | | leicht                                         |
| Wanderweg Rund um Merscheid                           | Fw      | M im Kreis                                                                                     | 10,8                      | Merscheid (Solingen), Solingen | Merscheider Heimatverein                                                                     | Bergisches Land | | mittelschwer                                   |
| Rund um den Wetzstein                                 | Tw      |                                                                                                | 12,0                      | am Wetzstein | Wanderfreunde Hatzbachtal 1982 e. V.                                                         | Gilserberger Höhen | viele alte Grenzsteine | leicht                                         |
| Runenweg                                              | Fw      | X ( X7 )                                                                                       | 74,0                      | Porta Westfalica, Schlangen | Teutoburger-Wald-Verein                                                                      | Weserbergland, Lipper Bergland, Teutoburger Wald                                                                               | | leicht                                         |
| Saar-Hunsrück-Steig                                   | Fw      |                                                                                                | 410,0                     | Naturpark Saar-Hunsrück |                                                                                              | Perl, Mettlach, Hermeskeil, Trier oder Idar-Oberstein, Boppard                                                                 | Wandersiegel | mittel                                         |
| Saarland-Rundwanderweg                                | Rw      |                                                                                                | 273,0                     | Saarland |                                                                                              | | | leicht                                         |
| Sachsenweg                                            | Fw      | S                                                                                              | 41,0                      | Burg Ravensberg bei Borgholzhausen → Burg Limberg bei Preußisch Oldendorf | Teutoburger-Wald-Verein                                                                      | Teutoburger Wald, Wiehengebirge                                                                                                | | leicht                                         |
| Sächsischer Weinwanderweg                             | Fw      |                                                                                                | 90,0                      | entlang der Elbe (Pirna, Diesbar) |                                                                                              | | | leicht                                         |
| ’s Äpple                                              | Rw      | Rot-weiße Blüte                                                                                | 84,0                      | Rundweg um Backnang | Schwäbisches Mostviertel e. V.                                                               | Naturpark Schwäbisch-Fränkischer Wald                                                                                          | | leicht bis mittel                              |
| Sauerland-Höhenflug                                   | Fw      | H                                                                                              | 251,0                     | Altena oder Meinerzhagen, Korbach |                                                                                              | Naturpark Sauerland-Rothaargebirge, Naturpark Diemelsee                                                                        | | leicht                                         |
| Sauerland-Waldroute                                   | Fw      | 𝑊 (Hauptweg) 𝑊 (Zu- und Rundwege)                                                              | 240,0                     | Iserlohn, Marsberg, Diemelsee |                                                                                              | Sauerland | als Qualitätsweg Wanderbares Deutschland zertifiziert am 2. September 2016 Der Wanderweg teilt sich ab Warstein in eine Nord- und Südschleife bis Marsberg. | leicht                                         |
| Schau-ins-Land-Weg                                    | Fw      | X X25                                                                                          | 97,0                      | Bevergern im Kreis Steinfurt, Bielefeld | Teutoburger-Wald-Verein                                                                      | Tecklenburger Land, Teutoburger Wald                                                                                           | | mittel                                         |
| Schlaubetal-Wanderweg                                 | Tw      | Blaues „S“ auf weißem Grund                                                                    | 25,1                      | Müllrose |                                                                                              | Landkreis Oder-Spree | als Qualitätsweg Wanderbares Deutschland zertifiziert | leicht                                         |
| Schluchtensteig                                       | Fw      |                                                                                                | 118,0                     | Südschwarzwald von Stühlingen nach Wehr |                                                                                              | | als Qualitätsweg Wanderbares Deutschland zertifiziert | leicht                                         |
| Schusteracht                                          | Rw      |                                                                                                | 63,0                      | rund um Preetz |                                                                                              | | | leicht                                         |
| Schwäbisch-Allgäuer Wanderweg                         | Fw      | Blaues Andreaskreuz                                                                            | 150,0                     | Augsburg, Sonthofen |                                                                                              | Bayerisch-Schwaben | | leicht bis mittel                              |
| Schwäbische-Alb-Nordrand-Weg (Albsteig)               | Fw      |                                                                                                | 318,0                     | entlang des Nordrands der Schwäbischen Alb, Donauwörth, Tuttlingen | Schwäbischer Albverein                                                                       | Schwäbische Alb | Hauptwanderweg 1 des Schwäbischen Albvereins, als Qualitätsweg Wanderbares Deutschland zertifiziert im Juli 2009 | leicht                                         |
| Schwäbische-Alb-Oberschwaben-Weg                      | Fw      |                                                                                                | 240,0                     | Lorch, Göppingen, Wiesensteig, Zwiefaltendorf, Bad Saulgau, Friedrichshafen | Schwäbischer Albverein                                                                       | Schwäbischer Wald, Schwäbische Alb, Oberschwaben, Bodensee                                                                     | Hauptwanderweg 7 des Schwäbischen Albvereins | leicht                                         |
| Schwäbische-Alb-Südrand-Weg                           | Fw      |                                                                                                | 256,0                     | entlang des Südrands der Schwäbischen Alb, Donauwörth, Tuttlingen | Schwäbischer Albverein                                                                       | Schwäbische Alb | Hauptwanderweg 2 des Schwäbischen Albvereins | leicht                                         |
| Schwarzwald-Jura-Bodensee-Weg                         | Fw      | Grüne Raute auf gelbem Grund                                                                   | 113,0                     | St. Georgen, Villingen, Bad Dürrheim, Immendingen, Engen, Singen, Gaienhofen | Schwarzwaldverein                                                                            | Schwarzwald, Baar, Hegau | | leicht                                         |
| Schwarzwald-Nordrandweg                               | Fw      | Weiße Raute mit stilisiertem „n“ auf gelbem Grund                                              | 55,0                      | Mühlacker, Öschelbronn, Pforzheim, Langensteinbach, Karlsruhe-Durlach | Schwarzwaldverein                                                                            | Nordschwarzwald | | leicht                                         |
| Schwarzwald-Querweg Freiburg–Bodensee                 | Fw      |                                                                                                | 179,0                     | Freiburg, Konstanz | Schwarzwaldverein                                                                            | Schwarzwald | | leicht                                         |
| Schwarzwald-Querweg Gengenbach–Alpirsbach             | Fw      |                                                                                                | 51,0                      | Gengenbach, Alpirsbach | Schwarzwaldverein                                                                            | Schwarzwald | | leicht bis mittel                              |
| Schwarzwald-Querweg Rottweil–Lahr                     | Fw      |                                                                                                | 99,0                      | Rottweil, Lahr | Schwarzwaldverein                                                                            | Schwarzwald | | leicht bis mittel                              |
| Schwarzwald-Querweg Schwarzwald–Kaiserstuhl–Rhein     | Fw      |                                                                                                | 109,0                     | Donaueschingen, Breisach | Schwarzwaldverein                                                                            | Schwarzwald | | leicht                                         |
| Schwarzwald-Schwäbische-Alb-Allgäu-Weg                | Fw      |                                                                                                | 311,0                     | Pforzheim, Weil der Stadt, Tübingen, Obermarchtal, Biberach, Bad Wurzach, Schwarzer Grat | Schwäbischer Albverein                                                                       | Schönbuch, Schwäbische Alb, Oberschwaben, Allgäu                                                                               | Hauptwanderweg 5 des Schwäbischen Albvereins | leicht bis mittel                              |
| SeeGang                                               | Fw      |                                                                                                | 53,0                      | Überlingen, Konstanz | Schwarzwaldverein                                                                            | Bodensee | 1. Strecken-Premiumwanderweg am Bodensee | leicht bis anspruchsvoll                       |
| Siegerlandweg                                         | Fw      | ×                                                                                              | 117,0                     | von Iserlohn nach Siegen | SGV                                                                                          | Sauerland, Siegerland | deckt sich teils mit Rothaarsteig, Siegerland-Höhenring und Europäischem Fernwanderweg E1 | mittel                                         |
| Siegerland-Höhenring                                  | Rw      |                                                                                                | 142,0                     | umrundet den Alt-Landkreis Siegen – ohne größere Orte zu berühren | SGV                                                                                          | Siegerland, Wittgenstein, Sauerland, Mittelhessen                                                                              | 6 Tagesetappen, deckt sich teils mit Rothaarsteig, Siegerlandweg und Europäischem Fernwanderweg E1 | mittel                                         |
| Sintfeld-Höhenweg                                     | Fw/Rw   |                                                                                                | 144,0                     | Büren, Lichtenau, Bad Wünnenberg |                                                                                              | Paderborner Hochfläche | |                                                |
| Sirona-Weg                                            | Fw      |                                                                                                | 104,0                     | Bundenbach, Hoppstädten-Weiersbach |                                                                                              | Naheland | keltisch-römische Erlebnisroute mit 26 Stationen | leicht                                         |
| Spessartbogen                                         | Fw      |                                                                                                | 91,5                      | Schlüchtern, Bad Orb, Langenselbold | Main-Kinzig-Kreis, Naturpark Hessischer Spessart                                             | Hessischer Spessart | als Premiumwanderweg zertifiziert | leicht                                         |
| Spessartweg 1                                         | Fw      | Wanderweglogo                                                                                  | 63,0                      | Aschaffenburg, Waldaschaff, Rothenbuch, Lohr am Main, Gemünden am Main | Tourismusverband Spessart-Mainland e.V                                                       | | durchquert in West- – Ostrichtung den nördlichen Bayerischen Spessart |                                                |
| Spessartweg 2                                         | Fw      | Wanderweglogo                                                                                  | 58,0                      | Heigenbrücken, Waldaschaff, Hessenthal, Dammbach, Stadtprozelten | Tourismusverband Spessart-Mainland e.V                                                       | | durchquert in Nord- – Südrichtung den Bayerischen Spessart |                                                |
| Spessartweg 3                                         | Fw      | Wanderweglogo                                                                                  | 60,0                      | Bad Soden-Salmünster, Bad Orb, Habichsthal, Heigenbrücken | Tourismusverband Spessart-Mainland e.V                                                       | | durchquert in Nord- – Südrichtung den Hessischen Spessart, in Heigenbrücken Anschluss an den Spessartweg 2 |                                                |
| Spitzenwanderweg                                      | Rw      | Wanderweglogo                                                                                  | 201,0                     | Murnau am Staffelsee, Garmisch-Partenkirchen, Mittenwald, Grainau, Unterammergau, Bad Kohlgrub, Murnau |                                                                                              | Zugspitz-Region | in 12 Etappen zu Berg- und Kirchtumspitzen | führt im südlichen Teil durch alpines Gelände  |
| Sponheimer Weg                                        | Fw      |                                                                                                | 105,0                     | Naturpark Soonwald-Nahe Bad Kreuznach, Hunsrück, Traben-Trarbach/Mosel |                                                                                              | | | leicht                                         |
| Steigerwald-Panoramaweg                               | Fw      | Panoramaweg                                                                                    | 161,0                     | Bad Windsheim, Iphofen, Ebrach, Eltmann, Bamberg | Steigerwald Tourismus e. V.                                                                  | Steigerwald | als Qualitätsweg Wanderbares Deutschland zertifiziert | mittel                                         |
| Störtebekerweg                                        | Fw      | S                                                                                              | 187,0                     | Leer, Wilhelmshaven | Wiehengebirgsverband Weser-Ems                                                               | Ostfriesland | | leicht                                         |
| Stormarnweg                                           | Fw      |                                                                                                | 108                       | Reinbek, Großensee, Ahrensburg, Bargteheide, Bad Oldesloe, Reinfeld, Lübeck | Wanderverband Norddeutschland, Wanderfreunde Stormarn                                        | Kreis Stormarn | |                                                |
| Streuobstroute                                        | Rw      |                                                                                                | 9,0                       | Dautphe | Oberhessischer Gebirgsverein, Verein Lahn-Dill-Bergland                                      | Lahn-Dill-Bergland | Qualitätsweg Wanderbares Deutschland, Extratour des Wanderparks Lahn-Dill-Bergland | leicht                                         |
| Stromberg-Schwäbischer-Wald-Weg                       | Fw      |                                                                                                | 170,0                     | Pforzheim, Marbach, Backnang, Lorch | Schwäbischer Albverein                                                                       | Naturpark Stromberg-Heuchelberg, Schwäbischer Wald                                                                             | Hauptwanderweg 10 des Schwäbischen Albvereins | leicht                                         |
| Studentenpfad                                         | Fw      | X13                                                                                            | 253,0                     | verbindet Uni-Städte: Göttingen, Kassel, Marburg, Gießen | Hessisch-Waldeckischer Gebirgs- und Heimatverein                                             | Nordhessen | | leicht                                         |
| Talweg                                                | Fw      | X X8                                                                                           | 50,0                      | Werther (Westf.), Bad Oeynhausen | Teutoburger-Wald-Verein                                                                      | Ravensberger Hügelland, Teutoburger Wald, Osnabrücker Land                                                                     | | leicht                                         |
| Talsperrenweg                                         | Fw      | X3                                                                                             | 174,0                     | Hagen, Biedenkopf | Sauerländischer Gebirgsverein                                                                | Sauerland, Bergisches Land, Lahn-Dill-Bergland                                                                                 | | leicht                                         |
| Talsperrenweg Zeulenroda                              | Rw      |                                                                                                | 45,0                      | rund um die Talsperre Zeulenroda und die Weidatalsperre |                                                                                              | Thüringer Vogtland | | leicht                                         |
| Thüringenweg                                          | Fw      |                                                                                                | 410,0                     | Altenburg, Creuzburg | Thüringer Gebirgs- und Wanderverein                                                          | Thüringen | 23 Etappen |                                                |
| Töddenweg                                             | Fw      | T                                                                                              | 122,0                     | Osnabrück, Bad Bentheim, Grenze Niederlande | Wiehengebirgsverband Weser-Ems                                                               | | Teil des E11 | leicht                                         |
| Traumpfade                                            | Tw      |                                                                                                | 3-19,0                    | z. B. ab Koblenz, Andernach, Kell, Mayen, Bendorf, Sayn und Rhens | Rhein-Mosel-Eifel-Touristik, Landkreis Mayen-Koblenz                                         | Hohe Eifel, Osteifel Pellenz, Maifeld (Neuwieder Becken), (Westerwald)                                                         | 26 Rundwanderwege und 6 Spazierwege durch Weinberge, Fluss-, Wald- und Vulkanlandschaften |                                                |
| Universitätswanderweg                                 | Tw      | U                                                                                              | 30,0                      | im Ardeygebirge zwischen Technischer Universität Dortmund und Ruhr-Universität Bochum | Sauerländischer Gebirgsverein                                                                | Ruhrgebiet | | leicht                                         |
| Urwaldsteig Edersee                                   | Rw      | UE                                                                                             | 68,0                      | Edersee, Kellerwald |                                                                                              | | als Qualitätsweg Wanderbares Deutschland zertifiziert am 4. September 2009 | leicht                                         |
| Via Claudia Augusta                                   | Fw      |                                                                                                | 700,0                     | Donauwörth, Augsburg, Füssen, Tirol, Trient, Trento Ostiglia | Verein Via Claudia Augusta Bavariae e. V.                                                    | Bayern, Österreich, Italien | historische Route mit Sightseeingmöglichkeiten | mittel                                         |
| Viaduktwanderweg                                      | Tw      |                                                                                                | 30,0                      | rund um den Altenbekener Viadukt |                                                                                              | Eggegebirge | seit 2009 als Qualitätsweg Wanderbares Deutschland zertifiziert | mittel                                         |
| Vogtland Panorama Weg                                 | Rw      |                                                                                                | 228,0                     | Vogtland |                                                                                              | Vogtland | 2005 erstmals und 2008 erneut als Qualitätsweg Wanderbares Deutschland zertifiziert | leicht                                         |
| Wacholderwanderweg                                    | Tw      |                                                                                                | 26,0                      | Langscheid, Arft, Langenfeld, Siebenbach |                                                                                              | Osteifel | | leicht                                         |
| Waldskulpturenweg                                     | Tw      | blaues Tor auf weißem Grund                                                                    | 23,4                      | Bad Berleburg, Schmallenberg | Kunststiftung NRW                                                                            | Rothaargebirge | | schwer                                         |
| Wallenstein-Tilly-Weg                                 | Fw      |                                                                                                | 93,0                      | Königstein-Pruihausen, Eslarn |                                                                                              | Oberpfalz | | leicht                                         |
| Wandertrilogie Allgäu                                 | Fw      | Steinmännle-Signet                                                                             | 876,0                     | Allgäu, Tannheimer Tal |                                                                                              | Allgäu, Tannheimer Tal | Weitwanderwegenetz über 3 Höhenlagen |                                                |
| Wanderweg Bennigsen-Lauenau                           | Tw      | =                                                                                              | 27,0                      | Bennigsen – Lauenau | Hannoverscher Wander- und Gebirgsverein                                                      | Niedersachsen | Variante: Bennigsen – Bad Nenndorf (39 km). Ehemaliger Deister-Kammweg. |                                                |
| Wanderweg der Deutschen Einheit                       | Fw      | WDE                                                                                            | 1080,0                    | Görlitz, Aachen | Sauerländischer Gebirgsverein                                                                | | Quer durch Deutschland von Ost nach West |                                                |
| Wasserfallsteig                                       | Tw      |                                                                                                | 10,8                      | Feldberg-Hebelhof, Fahler Wasserfall, Brandenberg, Todtnau, Todtnauberg | Schwarzwaldverein                                                                            | Schwarzwald | als Qualitätsweg Wanderbares Deutschland zertifiziert am 15. Juni 2010 |                                                |
| Wehratal-Erlebnispfad                                 | Tw      |                                                                                                | 27,0                      | Todtmoos, Wehr |                                                                                              | Schwarzwald | Lehrpfad | leicht bis mittel                              |
| Weinwanderweg Rhein-Nahe                              | Fw      |                                                                                                | 98,0                      | Naheland; zwischen Kirn, Bingen am Rhein durch Nahe-Weinbauregion |                                                                                              | | | leicht                                         |
| Wendlandrundweg                                       | Rw      |                                                                                                | 183,0                     | Hitzacker, Zernien, Lüchow, Gartow, Elbe |                                                                                              | | | leicht                                         |
| Werra-Burgen-Steig                                    | Fw      | X5 H                                                                                           | 128                       | Hann. Münden bis zur Tannenburg bei Nentershausen |                                                                                              | Hessen | |                                                |
| Weserberglandweg                                      | Fw      | XW                                                                                             | 225,0                     | |                                                                                              | Weserbergland | | leicht                                         |
| Weserweg                                              | Fw      | W                                                                                              | 193,0                     | entlang der Weser, von Porta Westfalica nach Bremen |                                                                                              | | | leicht                                         |
| Westerwaldsteig                                       | Fw      |                                                                                                | 235,0                     | Herborn, Altenkirchen, Bad Hönningen | Westerwald-Verein                                                                            | Westerwald | | leicht                                         |
| Westfalenwanderweg                                    | Fw      | XW                                                                                             | 210,0                     | Hattingen, Altenbeken | Sauerländischer Gebirgsverein                                                                | Ruhrgebiet, Paderborner Land                                                                                                   | | leicht                                         |
| Westpfalz-Wanderweg                                   | Rw      |                                                                                                | 409,0                     | durch die Westpfalz | Pfälzerwald-Verein                                                                           | Westpfalz | 15 Etappen; Weg kann durch Querspange geteilt werden | leicht                                         |
| Westweg (Schwarzwald)                                 | Fw      |                                                                                                | 284,0                     | Pforzheim, Basel | Schwarzwaldverein                                                                            | Schwarzwald | als Qualitätsweg Wanderbares Deutschland zertifiziert; Teil des E1 | mittel bis schwer                              |
| Westweg (Fichtelgebirge)                              | Fw      | W                                                                                              | 76,0                      | am Westrand des Fichtelgebirges von Münchberg zur Rauhen Kulm |                                                                                              | | |                                                |
| Wildbahn                                              | Fw      | X3                                                                                             | 210,0                     | Weserbergland, Rhön (Höxter, Kassel, Hünfeld) | Knüllgebirgsverein, Hessisch-Waldeckischer Gebirgs- und Heimatverein                         | | | leicht                                         |
| Winterberger Hochtour                                 | Rw      | WHT                                                                                            | 85,8                      | Winterberg, Kahler Asten, Großes Bildchen, Schloss Siedlinghausen, Neuer Hagen, Siedlinghausen, Niedersfeld, Langenberg, Hildfeld, Grönebach, Elkeringhausen, Züschen, Ziegenhelle, Mollseifen, Hoheleye, Langewiese, Neuastenberg, Lenneplätze, Kahler Asten (Winterberg) |                                                                                              | Rothaargebirge | Wandersiegel Wanderbares Deutschland | leicht                                         |
| Wittekindsweg                                         | Fw      |                                                                                                | 90,0                      | Wiehengebirge (Porta Westfalica, Lübbecke, Osnabrück) |                                                                                              | | Teil des E11 | leicht                                         |
| Wupperweg                                             | Fw      |                                                                                                | 125,0                     | entlang der Wupper (Quelle–Mündung) | Sauerländischer Gebirgsverein                                                                | Bergisches Land | | leicht                                         |
| Württembergischer Wein-Wanderweg                      | Fw      |                                                                                                | 470,0                     | Aub, Heilbronn, Esslingen, Württemberger Weinbaugebiet | Schwäbischer Albverein                                                                       | Franken, Hohenlohe, nördliches Neckarland                                                                                      | | leicht                                         |
| Würzburger-Haus-Weg                                   | Fw      | WH                                                                                             | 70,0                      | Würzburg, Arnstein (Unterfranken), Fuchsstadt, Oberthulba, Riedenberg | Rhönklub                                                                                     | Fränkisches Weinland, Rhön | Von Würzburg zum Würzburger Haus in den Schwarzen Bergen der Bayer. Rhön (östlich der Gemeinde Riedenberg) |                                                |
| Zeugenbergrunde                                       | Rw      |                                                                                                | 48,3                      | rund um Neumarkt in der Oberpfalz | Stadt Neumarkt in der Oberpfalz                                                              | Oberpfälzer Jura | als Qualitätsweg Wanderbares Deutschland zertifiziert am 31. August 2007 | leicht                                         |
| Zittau–Wernigerode                                    | Fw      |                                                                                                | 526,0                     | Zittauer Gebirge, Lilienstein, Schwartenberg, Erzgebirge, Vogtland, Thüringer Wald, Harz |                                                                                              | Oberlausitz, Sächsische Schweiz, Erzgebirge, Thüringer Wald, Harz                                                              | 1. Abschnitt Oberlausitzer Bergweg |                                                |
| Zweitälersteig                                        | Rw      |                                                                                                | 108,0                     | Waldkirch, Kandel, Simonswald, Oberprechtal, Höhenhäuser, Waldkirch | Schwarzwaldverein                                                                            | Schwarzwald | als Qualitätsweg Wanderbares Deutschland zertifiziert am 15. Januar 2011 | mittel bis schwer                              |
| Nordpfade                                             | Rw      |                                                                                                | 358,0                     | Landkreis Rotenburg (Wümme) | Touristikverband Landkreis Rotenburg (Wümme) e. V.                                           | Landkreis Rotenburg (Wümme) | 24 Rundwege zwischen 6 und 32 km lang, 5 davon sind Qualitätsweg Wanderbares Deutschland zertifiziert | leicht                                         |